# Пятьдесят франков Дюпре
50 франков Дюпре — монета типа Дюпре, разработанная гравёром Огустеном Дюпре. Впервые она была выпущена в первые годы существования Французской республики. Затем она была адаптирована и её дизайн использован на других монетах выпущенных позднее. Последней монетой этого типа стала в 1996 году памятная монета пять франков.
Эта монета редко была в обороте, потому что её вес и размер были слишком большими. Она была изъята из обращения в 1980 году.

## Таблица
| год  | тираж      | примечания                                   |
| ---- | ---------- | -------------------------------------------- |
| 1974 | 13 800     | пробная                                      |
| 1974 | 4 200 000  |                                              |
| 1975 | 7 550 000  |                                              |
| 1976 | 7 707 000  |                                              |
| 1977 | 7 859 000  |                                              |
| 1978 | 12 006 200 |                                              |
| 1979 | 12 000 000 |                                              |
| 1980 | 60 000     | Последний год выпуска этой монеты типа Дюпре |

### Памятные монеты
Памятных монет 50 франков типа Дюпре не выпущено.

## Также
- Французский франк